# Хортар
Хортар (на латински: Hortharius; на немски: Hortar, † 364) е крал на алеманите през 4 век.

## Управление
Римският историк Амиан Марцелин пише: След победоносна битка против римския генерал Барбацион през 357 г. при Рауракум (днес Кайзераугст), алеманските крале Хортар, Суомар, Ур, Урсицин и Вестралп под ръководството на Кнодомар и Агенарих събират войските си и започват през есента 357 г. битката при Аргенторатум против римския командир Север (magister equitum). След загубената битка Хортар запазва живота си и земята си, което му се дава при условие, че ще дава коли и дървен материал.
През 358 г. цезар (под-император) Юлиан (който 361 г. става римски император) сключва с Хортар мирен договор. Валентиниан I. През 364 г. Хортар е обвинен, че изпраща писма против държавата до другите алемански князе, което след мъчения признава. Осъден е на смърт и изгорен жив.